# Muminek
Muminek (fiń. Muumipeikko, szw. Mumintrollet) – jeden z głównych bohaterów serii książek Tove Jansson opowiadających o Muminkach oraz filmu animowanego z cyklu Muminki.
W książce Kometa nad Doliną Muminków początkowo zna tylko Ryjka. W czasie podróży poznaje Włóczykija, który zostaje jego najlepszym przyjacielem i Migotkę, w której się zakochuje. W książce Zima Muminków budzi się ze snu zimowego i pełni rolę gospodarza domu. W książce Tatuś Muminka i morze próbuje się zaprzyjaźnić z konikami morskimi i zapala lampę dla Buki. W książce Dolina Muminków w listopadzie Włóczykij zostawia dla Muminka pożegnalny list przed wyruszeniem na południe.